# 勝枝寶螺
勝枝寶螺（学名：Cypraea katsuae）为寶螺科寶螺屬下的一个种。